# Tinerii Titani (echipă)
Tinerii Titani sunt un o echipă de supereroi, care apare în benzile desenate americane publicate de DC Comics. După cum indică și numele, membrii grupului sunt justițiari adolescenți, mulți dintre ei acționând ca însoțitori ai principalilor supereroi DC din Liga Dreptății. Debutând în revista The Brave and the Bold #54, în 1964, echipa a fost inițial formată din Robin (Dick Grayson), Kid Flash (Wally West) și Aqualad (Garth), înainte de a adopta numele de Teen Titans, în numărul 60, odată cu înrolarea lui Wonder Girl (Donna Troy).
Seria nu are să devină un adevărat succes până în anii 1980, când este reluată cu denumirea The New Teen Titans, sub semnătura scriitorului Marv Wolfman și a artistului George Pérez. Această versiune i-a prezentat pe protagoniștii originali, acum ca tineri adulți, și a introdus noi personaje: Cyborg (Victor Stone), Starfire (Koriand'r) și Raven (Rachel Roth), precum și pe fostul membru al Patrulei Doom, Beast Boy (Garfield Logan), sub noul său pseudonim de Changeling. Un punct culminant al seriei, atât din punct de vedere critic, cât și comercial, a fost povestea „The Judas Contract”, în care Teen Titans sunt trădați de colega lor de echipă, Terra (Tara Markov).
Tinerii Titani au fost adaptați în diferite medii. Se remarcă aparițiile în serialul de animație omonim, Haideți, Tineri Titani!, și serialul live-action Titans. În cadrul DC Comics, Tinerii Titani reprezintă un grup influent de personaje care au jucat roluri importante în toate poveștile majore ale editurii. Mulți răufăcători care i-au înfruntat pe Titani au preluat un rol permanent în publicațiile DC, cum ar fi asasinul Deathstroke, demonul Trigon și organizația malefică H.I.V.E.

## Publicații

### Epoca de Argint
Robin (Dick Grayson), Kid Flash (Wally West) și Aqualad (Garth) fac echipă pentru a învinge un răufăcător care controlează vremea, cunoscut sub numele de Mister Twister, în The Brave and the Bold #54 (iulie 1964). Ei au apărut sub numele de Teen Titans în The Brave and the Bold #60 (iulie 1965), după alăturarea surorii mai mici a lui Wonder Woman, Wonder Girl (Donna Troy). După ce au fost prezentați în Showcase #59 (decembrie 1965), tinerii supereroi au primit propria serie, începând cu Teen Titans #1 de Haney și Nick Cardy.
Premisa inițială a seriei era că Tinerii Titani ajutau adolescenți și răspundeau la apeluri. Speedy, partenerul lui Green Arrow, are apariții ca invitat înainte de a se alătura oficial echipei, în Teen Titans #19. Aqualad ia o pauză de la grup în același număr, dar are mai multe apariții ulterioare, uneori cu prietena sa, Aquagirl. Neal Adams a fost chemat să rescrie și să redeseneze o poveste Teen Titans care fusese creată de Len Wein și Marv Wolfman. Povestea, intitulată „Titans Fit the Battle of Jericho!”, ar fi introdus primul supererou afro-american de la DC, dar a fost respinsă de editorul Carmine Infantino. Povestea revizuită a apărut în Teen Titans #20 (martie-aprilie 1969). Wolfman și Gil Kane au creat o origine pentru Wonder Girl în Teen Titans #22 (iulie-august 1969), și i-au prezentat noul costum.
Seria a explorat evenimente precum tensiunile rasiale din orașe, și protestele împotriva războiului din Vietnam. Într-o poveste care a început în numărul 25 (februarie 1970), Titanii s-au confruntat cu moartea accidentală a unui activist pentru pace, ceea ce i-a determinat să își reconsidere metodele de acțiune. Ca urmare, Teen Titans și-au abandonat pentru scurt timp identitățile pentru a lucra ca civili obișnuiți, dar efortul a fost abandonat rapid. Pe parcurs, Aqualad a părăsit seria, iar un nou personaj, Mr. Jupiter, a fost introdus. Acesta i-a susținut financiar pe Titani pentru o scurtă perioadă de timp. Seria a fost anulată cu numărul 43 (ianuarie-februarie 1973).

### Anii '70
Seria a fost reluată cu numărul 44 (noiembrie 1976). Poveștile au inclus prezentările supereroinei afro-americane Bumblebee și a fostei super-răufăcătoare Harlequin, în numărul 48, și introducerea echipei Teen Titans West în numerele 50-52, formată din mai mulți eroi adolescenți, inclusiv Bat-Girl (Betty Kane) și Golden Eagle. Renașterea a fost de scurtă durată, seria fiind anulată cu numărul 53 (februarie 1978), care a prezentat o poveste de origine. La final, eroii și-au dat seama că, acum că au ajuns la 20 de ani, au depășit faza de „Tineri” Titani. În ultimul panou, fără să vorbească, ei pleacă cu toții pe drumuri separate.

### The New Teen Titans

Starfire, Kid Flash și Raven în paginile DC Comics Presents #26 (octombrie 1980)

DC Comics Presents #26 (octombrie 1980) a introdus o nouă echipă de Titani, condusă de Robin, Wonder Girl și Kid Flash, și urmată de The New Teen Titans #1 (noiembrie 1980). Seria, creată de scenaristul Marv Wolfman și artistul George Pérez, l-a reintrodus pe Beast Boy în rolul de Changeling, și i-a prezentat pe omul-mașină Cyborg, extrateresta Starfire și întunecata Raven. Raven, o expertă manipulatoare, pregătește grupul pentru a lupta împotriva tatălui ei demonic, Trigon, iar echipa rămâne împreună.
Printre adversarii echipei s-a numărat și Deathstroke (Slade), un mercenar care acceptă un contract de a-i ucide pe Titani, pentru a îndeplini o sarcină pe care fiul său nu a putut să o ducă la bun sfârșit. Acest lucru a dus poate la probabil cea mai notabilă poveste a Titanilor din acea epocă. „The Judas Contract” din 1984, apărut în Tales of the Teen Titans #42-44 și Tales of the Teen Titans Annual #3, a prezentat o fată psihopată pe nume Terra cu puterea de a manipula pământul și toate materialele legate de pământ. Ea se infiltrează printre Titani pentru a-i distruge. „The Judas Contract” a câștigat premiul Comics Buyer's Guide Fan Award pentru „povestea preferată de benzi desenate”, și a fost retipărită ulterior ca volum de sine stătător în 1988. Robin adoptă identitatea de Nightwing, în timp ce Wally West renunță la persoana sa Kid Flash și părăsește Titanii.
Alte povești notabile din New Teen Titans au inclus „A Day in the Lives...”, care prezintă o zi din viața personală a membrilor echipei; „Who is Donna Troy?”, care îl prezintă pe Robin investigând originile lui Wonder Girl; și „We Are Gathered Here Today. ...”, relatând povestea nunții lui Wonder Girl. Tales of the New Teen Titans, o serie limitată în patru părți scrisă de Wolfman și Pérez, a fost publicată în 1982, detaliind poveștile lui Cyborg, Raven, Changeling și Starfire. Wolfman a scris o serie de benzi desenate de conștientizare a consumului de droguri care au fost publicate în cooperare cu The President's Drug Awareness Campaign în 1983-1984. Prima a fost creionată de Pérez și sponsorizată de Keebler Company, a doua a fost ilustrată de Ross Andru și subscrisă de American Soft Drink Industry, iar a treia a fost desenată de Adrian Gonzales și finanțată de IBM.

## Adaptări

### Televiziune

Tinerii Titani ca protagoniști ai serialului de animație Tinerii Titani (2003-2006)

- Tinerii Titani apar într-un segment autointitulat al emisiunii The Superman/Aquaman Hour of Adventure, fiind reprezentați de Speedy, Kid Flash, Wonder Girl și Aqualad.

- Tinerii Titani apar, în 1984, în spotul Keebler PSA „New Teen Titans Say No to Drugs”. Echipa este formată din Wonder Girl, Starfire, Raven, Cyborg, Beast Boy, Kid Flash și Protector.[31]

- Tinerii Titani apar într-un serial TV cu titlu omonim, fiind reprezentați inițial de membrii fondatori Robin, Starfire, Cyborg, Raven și Beast Boy. În plus, Thunder și Lightning, Hot Spot, Wildebeest, Titans East, Red Star, Kole, Gnarrk, Melvin, Timmy Tantrum, Teether, Bobby, Kid Flash, Argent, Bushido, Herald, Jericho, Killowat, Pantha, și Jinx apar ca membri onorifici pe parcursul serialului.

- Tinerii Titani servesc ca sursă de inspirație parțială pentru Tinerii justițiari.[32][33]

- Tinerii Titani apar în scurtmetrajul Mad „Teen Titanic”, fiind reprezentați de Robin, Raven, Cyborg, Beast Boy, Starfire, Blue Beetle, Superboy, Kid Flash, Wonder Girl și Aqualad.

- Tinerii Titani apar în segmentul „New Teen Titans” din DC Nation Shorts, fiind reprezentați de Robin, Starfire, Cyborg, Raven și Beast Boy.

- Tinerii Titani apar în Haideți, Tineri Titani!, fiind reprezentați de Robin, Starfire, Cyborg, Raven și Beast Boy.

- Două iterații ale Titanilor apar în serial live-action cu nume omonim, cu prima încarnare formată din membrii fondatori Dick Grayson, Aqualad, Wonder Girl și Hawk și Dove, precum și din recrutul ulterior Jericho, în timp ce Grayson se alătură în cele din urmă lui Kory Anders, Rachel Roth și Gar Logan pentru a forma o nouă încarnare, ani mai târziu. Pe măsură ce seria avansează, Jason Todd, Rose Wilson, Superboy și Krypto se alătură grupului.

- Tinerii Titani apar în episodul DC Super Hero Girls, „#TweenTitans”, fiind reprezentați de încarnările preadolescente ale lui Robin, Starfire, Beast Boy, Cyborg și Raven.

### Film
- Tinerii Titani apar în Teen Titans: Trouble in Tokyo, fiind reprezentați de Robin, Starfire, Cyborg, Raven și Beast Boy.

- Tinerii Titani fac o apariție cameo de fundal, fără să vorbească, în Justice League: The New Frontier.

- Tinerii Titani apar în filmele care se desfășoară în DC Animated Movie Universe (DCAMU).
  - Apar pentru prima dată în Justice League vs. Teen Titans,[34] fiind reprezentați de Starfire, Raven, Blue Beetle și Beast Boy, precum și de noul recrut Robin și aliatul ocazional Dick Grayson.
  - Tinerii Titani apar în Teen Titans: The Judas Contract, fiind reprezentați de membrii actuali Starfire, Cărăbușul Albastru, Raven, Beast Boy și Robin, precum și de membrii fondatori Dick Grayson, Speedy, Kid Flash și Bumblebee.
  - Tinerii Titani apar în Justice League Dark: Apokolips War, fiind reprezentați de Dick Grayson, Starfire, Blue Beetle, Raven, Beast Boy, Robin, Speedy, Kid Flash, Bumblebee, Superboy, Wonder Girl și Wallace West.

## Membri
| Supererou | Nume real                            | Data înrolării                                |
| --- | ------------------------------------ | --------------------------------------------- |
| Robin / Nightwing                                                                                                  | Dick Grayson                         | The Brave and the Bold #54 (iulie 1964)       |
| Kid Flash / Flash                                                                                                  | Wally West                           | The Brave and the Bold #54 (iulie 1964)       |
| Aqualad / Tempest                                                                                                  | Garth                                | The Brave and the Bold #54 (iulie 1964)       |
| Wonder Girl | Donna Troy                           | The Brave and the Bold #60 (iunie-iulie 1965) |
| Speedy / Arsenal                                                                                                   | Roy Harper                           | Teen Titans #4 (august 1966)                  |
| Lilith / Omen | Lilith Clay                          | Teen Titans #25 (ianuarie-februarie 1970)     |
| Hawk | Hank Hall                            | Teen Titans #25 (ianuarie-februarie 1970)     |
| Dove | Don Hall                             | Teen Titans #25 (ianuarie-februarie 1970)     |
| Guardian / Herald                                                                                                  | Malcolm Duncan                       | Teen Titans #26 (martie-aprilie 1970)         |
| Aquagirl | Tula                                 | Teen Titans #30 (noiembrie-decembrie 1970)    |
| Gnarrk | John Gnaark                          | Teen Titans #33 (mai-iunie 1971)              |
| Harlequin | Duela Dent                           | Teen Titans #46 (februarie 1977)              |
| Bumblebee | Karen Beecher-Duncan                 | Teen Titans #48 (iunie 1977)                  |
| Flamebird | Betty Kane                           | Teen Titans #52 (decembrie 1977)              |
| A doua generație de Tineri Titani și-a făcut debutul în anii 1980, odată cu publicarea seriei The New Teen Titans. |                                      |                                               |
| Beast Boy / Changeling                                                                                             | Garfield Mark Logan                  | DC Comics Presents #26 (1980)                 |
| Raven | Rachel Roth (nume folosit pe Pământ) | DC Comics Presents #26 (1980)                 |
| Starfire | Koriand'r                            | DC Comics Presents #26 (1980)                 |
| Cyborg | Victor Stone                         | DC Comics Presents #26 (1980)                 |
| Terra | Tara Markov                          | The New Teen Titans #30 (aprilie 1983)        |
| Jericho | Joseph Wilson                        | The New Teen Titans (vol. 2) #1 (august 1984) |
| Robin | Jason Todd                           | The New Teen Titans (vol. 2) #20 (mai 1986)   |
| Phantasm | Danny Chase                          | "The New Teen Titans Annual" #3 (august 1987) |
| Pantha | Rosabelle Mendez                     | "The New Titans" #74 (martie 1991)            |
| Red Star | Leonid Kovar                         | The New Titans #77 (iunie 1991)               |
| Baby Wildebeest |                                      | The New Titans #85 (aprilie 1992)             |